# George Crumb
George Crumb (n. 24 octombrie 1929, Charleston, Virginia de Vest, SUA – d. 6 februarie 2022, Media⁠(d), Pennsylvania, SUA) a fost un compozitor american de muzică modernă și de avangardă.

## Activitate didactică
A studiat la Universitatea Michigan. 
Deși compozițiile și înregistrările sale înregistrau un succes constant de vânzări, Crumb și-a câștigat existența în primul rând din activitatea didactică. A ocupat primul său post didactic la Colegiul Hollins din Virginia, unde a predat teoria muzicală și analiza, înainte de a deveni profesor de pian și compoziție la Universitatea din Colorado, în 1958. În 1965 a început o colaborare de lungă durată cu Universitatea din Pennsylvania, devenind Annenberg Professor of the Humanities în 1983. Printre cei mai renumiți studenți ai săi se numără Margaret Brouwer, Uri Caine, Osvaldo Golijov, Jennifer Higdon, James Primosch și Gerald Levinson.
Crumb s-a retras din activitatea didactică în 1997. Totuși, la începutul anului 2002, a răspuns solicitării de a ține un curs împreună cu David Burge la Universitatea de Stat din Arizona.

## Premii și distincții
În decursul unei îndelungate cariere, opera lui George Crumb s-a bucurat de recunoaștere internațională și compozitorul a primit numeroase premii, printre care:
- Premiul Pulitzer pentru muzică, pentru compoziția orchestrală Echoes of Time and the River (1968)
- Premiul Rockefeller
- Premiul Guggenheim
- Premiul Prințul Pierre de Monaco (1989)
- Premiul Grammy pentru cea mai bună compoziție contemporană, pentru compoziția sa Star-child (2001)